# Condado de Durrës
El condado de Durrës (en albanés: Qarku i Durrësit) es uno de los 12 condados de Albania. Consta de los distritos Durrës y Krujë teniendo como capital a la ciudad de Durrës.
Desde la reforma de 2015, se organiza en los municipios de Durrës, Krujë y Shijak.

## Demografía
En 2011, la población total del condado de Durrës era de 263 687 personas, de las cuales 149 199 vivían en zonas urbanas y las otras 114 488 en zonas rurales, lo que supone que el 56,6 % de la población del condado es urbana.

## Distrito de Durrës
- Durrës 113,249
- Ishëm 5,001
- Katund i Ri 10,161
- Manëz 6,652
- Rrashbull 24,081
- Sukth 15,966

## Distrito de Krujë
- Bubq 5,951
- Cudhi 1,812
- Fushë-Krujë 18,477
- Kodër-Thumanë 12,335
- Krujë 11,721
- Nikël 9,518

## Distrito de Shijak
- Gjepalaj 3,449
- Maminas 4,463
- Shijak 7,568
- Xhafzotaj 12,381